# Айман Рушди Сувейд
Айман Рушди Суве́йд — (араб. أيمن بن رشدي سويد‎; род. 26 июня 1955, Дамаск, Сирия) — исламский богослов, чтец Корана (кари), автор телевизионных лекций по таджвиду.

## Биография
Родился 26 июня 1955 года (10 зу-ль-када 1374 года по хиджре) в Дамаске (Сирия). Является передатчиком десяти чтений (кираат) Корана. Автор телевизионной программу о таджвиде на канале Iqraa TV. Жил в Джидде, является консультантом по запоминанию Корана Международного союза мусульманских учёных.
В 1982 году окончил Университет аль-Азхар.

## Ученики
- Абу Бакр аш-Шатри[3]
- Сахль ибн Зейн Ясин
- Хусейн ас-Саккаф
- Хазим Саид Хайдар
- Халид бин Али аль-Хаддад
- Абдуллах Салих Санан